# Gaël N’Lundulu
Gaël N’Lundulu (* 29. April 1992 in Villiers-le-Bel, Frankreich) ist ein französischer Fußballspieler.

## Laufbahn
N’Lundulu entstammt der Jugend des französischen Vereins Paris Saint-Germain. Mit 16 Jahren wechselte er zum englischen Premier-League-Verein FC Portsmouth. Zu dieser Zeit galt der Stürmer als eines der vielversprechendsten Talente Europas. 2009 unterschrieb er seinen ersten professionellen Vertrag. Bei Portsmouth kam er jedoch zu keinem Einsatz in der Profimannschaft. Er spielte in zwei Jahren hauptsächlich in der Reserve. Aufgrund der finanziellen Schwierigkeiten wurde sein Vertrag im Sommer 2010 nicht verlängert und er wurde freigegeben. Er fand erst nach sieben Monaten einen neuen Verein, den Super-League-Verein FC Lausanne-Sport. Bereits zum Saisonende 2011/12 wurde er erneut freigegeben. Es folgten Stationen in Bulgarien beim FC Tschernomorez Burgas und bei Lokomotive Sofia. Am 22. August 2014 wechselte er zu Aris Thessaloniki. Auch bei seinem neuen Verein konnte sich N’Lundulu nicht langfristig in der ersten Elf etablieren, obwohl er zwischenzeitlich mit 5 Toren in 11 Spielen zum Publikumsliebling avancierte. Nach zwei Jahren zog er weiter zu Apollon Kalamarias. Mit 11 Toren trug er wesentlich zum Aufstieg in die zweitklassige Football League bei. Im Januar 2018 wechselte er zum Ligakonkurrenten AO Trikala, wo er sich jedoch nicht durchsetzen konnte. Im Sommer 2018 wurde er an den zypriotischen Zweitligisten Onisilos Sotira abgegeben.